# Шпајхерсдорф
Шпајхерсдорф (њем. Speichersdorf) општина је у њемачкој савезној држави Баварска. Једно је од 33 општинска средишта округа Бајројт. Према процјени из 2010. у општини је живјело 6.091 становника. Посједује регионалну шифру (AGS) 9472190.

## Географски и демографски подаци
Шпајхерсдорф се налази у савезној држави Баварска у округу Бајројт. Општина се налази на надморској висини од 460 метара. Површина општине износи 52,9 km². У самом мјесту је, према процјени из 2010. године, живјело 6.091 становника. Просјечна густина становништва износи 115 становника/km².